# Paléohistologie
La paléohistologie est une science issue de la paléontologie qui étudie les tissus biologiques fossiles.  Elle se subdivise en deux parties correspondant à deux niveaux de détails successifs, la microanatomie et l’histologie stricto sensu. 

## Objectifs et applications
La paléohistologie est l'étude fine des tissus fossilisés, avec une vaste palette d'objectifs et d'applications, allant de la reconstitution approfondie (exemple : coloration du plumage d'Archéopteryx) à la paléontologie du développement, notamment avec l'appui de la phylogénétique moléculaire et assimilés (exemple : comparaison du collagène de Tyrannosaurus rex avec celui des oiseaux actuels).